# Masahiro Sukigara
Masahiro Sukigara (Tokio, 2 april 1966) is een voormalig Japans voetballer.

## Carrière
Masahiro Sukigara speelde tussen 1989 en 1998 voor Verdy Kawasaki, Urawa Red Diamonds, Fukushima FC en FC Primeiro.